# Église Saint-Mathieu de Morlaix
L'église Saint-Mathieu est une église paroissiale catholique située à Morlaix, dans le département du Finistère. Construit de 1822 à 1827, hormis la tour-clocher (qui a été bâtie de 1548 à 1593 et est classé Monument Historique depuis le 27 mars 1914), cet édifice contient la statue ouvrante de Notre-Dame du Mur (datée de 1390). 

## Historique
En 1493, l'église reçoit de l'orfèvre morlaisien Jehan Grahant un calice neuf, en argent doré, contre paiement de 12 écus d'or,.
Guillaume Desboys, orfèvre morlaisien actif au XVIIe siècle travaille très régulièrement pour l'église Saint-Mathieu de Morlaix (1609, 1610, 1612-1613, 1620, 1633).
La tour est classée au titre des monuments historiques par arrêté du 27 mars 1914.

## Personnalités liées à l'église
- Roger Abjean, vicaire de l'église de 1960 à 1985.